# Eulepidotis regina
Eulepidotis regina là một loài bướm đêm trong họ Erebidae.